# Karang Anyar Ilir
Karang Anyar Ilir is een bestuurslaag in het regentschap Bengkulu Utara van de provincie Bengkulu, Indonesië. Karang Anyar Ilir telt 2827 inwoners (volkstelling 2010).